# Frederic Colier
Frederic Colier (né à Audresselles le 2 août 1963) est réalisateur, dramaturge, romancier, musicien et entrepreneur franco-américain.

## Biographie
Né à Audresselles, dans le Pas-de-Calais, en France, Frédéric Colier est d'origine française et flamande[évasif]. Il a passé la plupart de sa vie à l'étranger et a voyagé de la Russie à Hawaï. Il vit à New York depuis 1995. Dès les débuts des années 1980, il a joué avec plusieurs groupes de rock indépendant au Royaume-Uni tel que Transmission. Il était jusqu'en 1990 le bassiste du groupe pop rock londonien Purple, avec Nigel Clark, Mathew Priest et Ben Lurie, lequel a quitté le groupe seulement une semaine après l'avoir joint pour se joindre aux Jesus and Mary Chain. Andy Miller a été incorporé dans le trio, lequel s'est rebaptisé Dodgy. Après le départ de Colier, Dodgy a trouvé un grand succès dans les charts européennes,,, Son style de jeu s'inspirait des bassistes de rock des années 1960 et 70, principalement John Entwistle des Who, Jack Bruce de Cream, Chris Squire de Yes et plus tard Jean-Jacques Burnel des Stranglers. Il s'agit d'un style agressif qui valut une audition avec le groupe de rock alternatif New Model Army et ceci afin de remplacer Moose Harris, le bassiste à l'époque qui venait de quitter le groupe. La carrière musicale de Colier prit une soudaine fin cependant. Peu de temps plus tard, un piano lui brisa le poignet gauche en se renversant à l'arrière d'un camion.
Il décida alors de changer de direction artistique et de passer au théâtre. Pendant qu'il travaillait à Her Majesty's Theatre, dans le West End de Londres, il commença à écrire ses premières pièces et romans. Bien que toutes ses créations à l'époque étaient en français, il écrivit sa première pièce et chansons en anglais. Vers la fin des années, il devient directeur du groupe théâtral, Ubu Repertory Theater à New York.

## Carrière
Colier a produit et réalisé plusieurs projets de films et de télévision. Ses crédits en tant que réalisateur incluent les courts métrages Of Wanderlust (2003), qui a été primé à l'échelle nationale et internationale sur le circuit des festivals, Izmir, Turquie; WorldFest Houston.
Il produit et anime l'émission littéraire américaine Books du Jour diffusée sur la chaîne de télévision WNYE-TV (en).

## Film et télévision
- 2003 : Of Wanderlust (court métrage, 17 min, écrit et réalisé)[5],[6]
- 2004 : Desert Weeds (court métrage, 14 min, écrit et réalisé)
- 2005 : Bounce (court métrage, 5 min, écrit et réalisé)
- 2006 : Ruminations on You and Me (court métrage, réalisé, 7 min, écrit par Victoria Clark)[7]
- 2008 : The Hindenburg Omen (long métrage, 110 min, écrit et réalisé)
- 2009 : Dinosaur Park (long métrage, 80 min, écrit et réalisé), adaptation de la pièce The Proposal[8],[9]
- 2010 : My Last Play (documentaire long métrage sur le dramaturge de Brooklyn, États-Unis Edward Schmidt (en), écrit et réalisé)[10]
- 2012 : Book Case TV, série de télévision de 2012 à 2014 (34 épisodes de 30 min)[11]
- 2014 : Books du jour, série de télévision qui a débuté en 2014 (24 épisodes de 30 min à ce jour)[12]
- 2017 : Made in China (long métrage projeté de 100-120 min, écrit et réalisé)[13],[14],[15]

## Théâtre
- Les Bêtes du bon Dieu, 1990
- Life Support Machine, 1990 (en deux actes)
- Les Moustiques, 1990
- L'Ordre alphabêtatique, 1991 (en 27 tableaux)
- Le Mollusque, 1991 (monologue)
- Les Maîtres de l'oblique, 1992
- La Folie Bergère, 1992
- L'Ascenseur, 1992
- La Consigne, 1993
- Grisou en atomiseur, 1994 (monologue, traduction de la nouvelle Firedamp)
- Beneath all of the Above, 1999
- Heartbreak Tango, 1999[16]
- The Proposal, 2000
- The Undertaking, 2002
- Barbed-Wire Hearts, 2002
- Sharing Circle, 2003
- Butterflies in the Rain, 2016